# Phiale bryantae
Phiale bryantae là một loài nhện trong họ Salticidae.
Loài này thuộc chi Phiale. Phiale bryantae được Carl Friedrich Roewer miêu tả năm 1951.